# Dzo

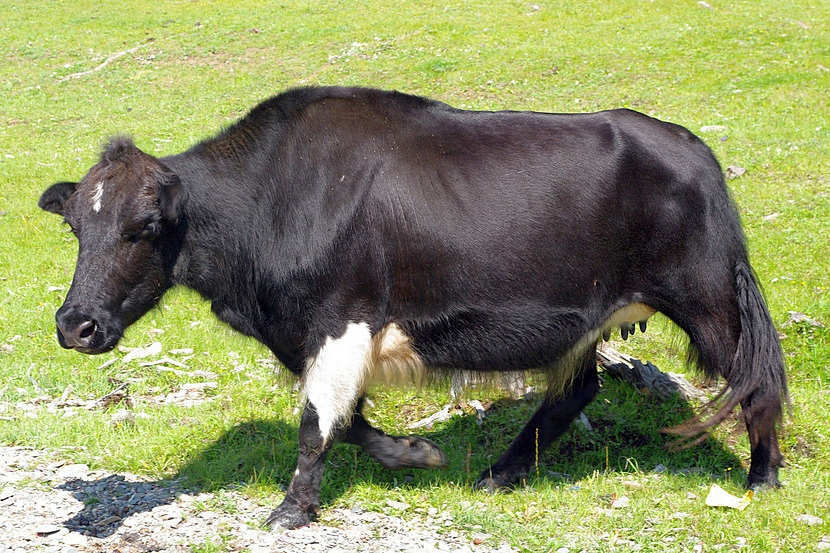
Dzomo

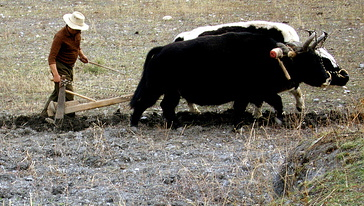
Landwirt, der mit zwei Dzo pflügt

Ein Dzo (tibetisch མཛོ་ mdzo tso; mongolisch хайнаг Khainag), auch als Zho oder Zo transkribiert, ist eine Kreuzung zwischen einem Yak und einem Hausrind. Die Bezeichnung Dzo bezieht sich dabei eigentlich nur auf den männlichen Nachkommen einer solchen Kreuzung. Weibchen werden als Dzomo oder Zhom bezeichnet. Gelegentlich wird für diese Kreuzung auch der aus dem Englischen abgeleitete Begriff Yakow verwendet, bei dem die Wörter yak und cow zusammengezogen wurden.
Die Kreuzung von Yaks und verschiedenen lokalen Rinderrassen hat in den Yakhaltegebieten eine lange Tradition, wenn es auch einzelne Regionen gibt, in denen eine solche Bastardisierung aus religiösen Gründen abgelehnt wird. Zwischen frei laufenden Rindern und Yaks kommt es verhältnismäßig selten zu Paarungen, da sich das Sexualverhalten etwas unterscheidet. Werden Yaks und Hausrinder dagegen in einer Herde geführt, sind Paarungen häufiger, da die Tiere aneinander gewöhnt sind.

## Hintergrund
Yaks haben zwar eine sehr lange Domestikationsgeschichte. Eine gezielte Zucht ist jedoch bis heute weitgehend unterblieben. Es werden zwar Yak-Rassen unterschieden. Diese sind jedoch nur auf Grund einer geographischen Isolation voneinander entstanden. Die Tiere variieren daher beträchtlich in ihrer Milch- und Fleischleistung. Grundsätzlich hat der Yak für zentralasiatische Völker, die auf den Hochplateaus Asiens leben, eine hohe Bedeutung. Yakmilch, Yakfleisch und Produkte wie Yakleder sowie die Wolle haben eine hohe wirtschaftliche Bedeutung. Yaks reifen jedoch sehr langsam und geben verhältnismäßig wenig Milch, die auch nur sehr aufwändig gewonnen werden kann, da zum Anrüsten beim Melken gewöhnlich das Kalb in der Nähe sein muss.
Werden Yaks mit Rindern gekreuzt, liegt die Leistung der F1-Hybriden gewöhnlich deutlich über den Ausgangsarten. Anders als Yaks kommen diese Bastarde mit wärmeren Wetter besser zurecht, haben aber wie die Ausgangsart hohe Trittsicherheit und verwerten auch das verringerte Nahrungsangebot der Hochplateaus besser als Rinder. Dieser Heterosis-Effekt geht jedoch verloren, werden die Bastarde weitergezüchtet.

## Sonstiges
Ähnlich wie bei der Kreuzung von Hausrindern mit Wisenten (siehe Żubroń) sind bei Yak-Kuh-Kreuzungen die männlichen Hybriden der 1. und 2. Generation unfruchtbar, während die weiblichen Nachkommen fruchtbar bleiben.
Es hat mehrere Versuche gegeben, durch Kombinationskreuzungen eine Zwischenart zu schaffen, die die Milchleistung von Hausrindern mit der Widerstandsfähigkeit des Yaks gegen Witterungsunbilden und seine Fähigkeit als Lasttier verbindet. Diese Versuche verliefen bislang jedoch weitgehend erfolglos und sind eingestellt.